# 레일 트레일

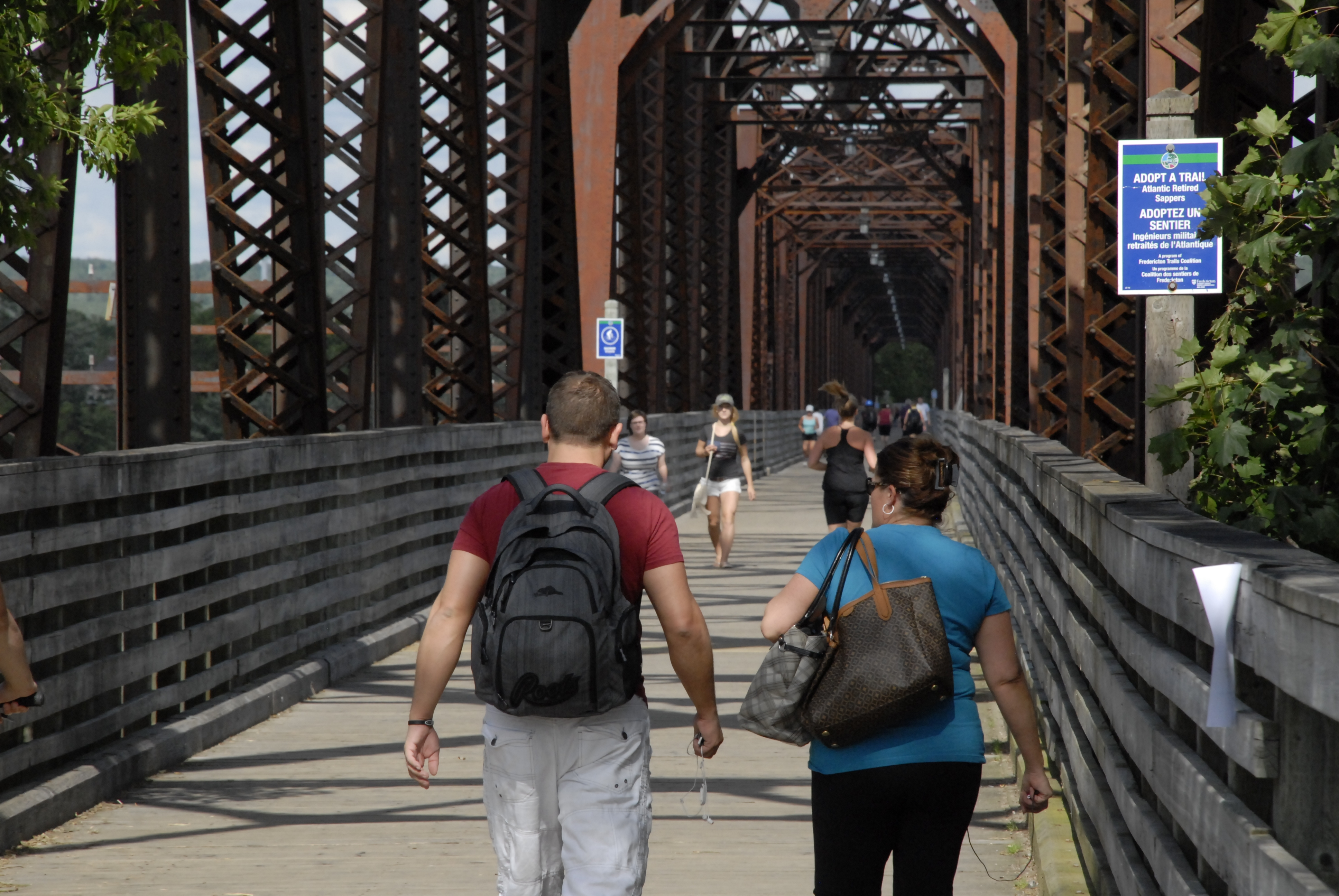
레일 트레일

레일 트레일(rail trail)은 폐선 부지에 만든 트레일이나 자전거 길이다. 철길은 기울기가 완만하기 때문에 자전거를 타기 편리하다. 또한 그 특성상 대부분이 선형공원이다.

## 목록

### 대한민국
- 경춘선숲길:경춘선
- 경춘선 자전거길:경춘선
- 경의선숲길:용산선
- 어울마당로:당인리선
- 푸른길 : 경전선
- 남한강 자전거길 : 중앙선
- 북한강 자전거길 : 경춘선
- 들녘숲길 : 전라선
- 그린레일웨이 : 동해남부선

### 미국
- 하이라인파크

### 프랑스
- 프롬나드 플랑테

### 일본
- 도쿄 고속도로 (서울처럼 공원화할 예정에 있음)